# Marta Ondráčková
Marta Ondráčková, provdaná Marta Dřímal Ondráčková, (* 19. února 1983 Ostrava) je česká herečka a moderátorka.

## Osobní život

### Dětství a studium
Pochází z umělecké rodiny, její matkou je herečka Danuše Klichová, otec je baletní tanečník. Moderuje i hraje již od útlého dětství, kdy se v roce 1990 poprvé objevila v českém dětském filmu Freonový duch režiséra Zdeňka Zelenky.
Po studiích na brněnském gymnáziu vystudovala v roce 2007 muzikálové herectví na Divadelní fakultě Janáčkovy akademie múzických umění v Brně. Moderovala pořad TV Nova Snídaně s Novou.

## Filmografie

### Televize
- 1997 Četnické humoresky (seriál)
- 2003 La Bęte du Gévaudan
- 2005 Ordinace v růžové zahradě (seriál)
- 2008 Věříš si? (seriál)

### Film
- 1990 Freonový duch